# Guerino I di Sassonia
Guerino di Sassonia o Corvey (Guérin, Warin in francese, Guerí in catalano e Guarnarius o Werinus in latino; 800 circa – 20 settembre 856) era un nobile e abate dell'abbazia di Corvey dall'826 all'856.

## Biografia
Figlio di Ecberto (? 756- ? 811) duca e conte sassone considerato il fondatore della nobile famiglia degli Ecbertini, e di Ida di Herzfeld, suo nonno era il principe Bernardo, gli zii Adalardo di Corbie e Wala.
Guerino I fu dall'826 al 856 abate di Corvey, nell'arcidiocesi di Paderborn.
L'imperatore Ludovico il Pio nel 833 lo riconosce abate di Rebais, nella diocesi di Meaux e l'Abbazia di Corvey.
Hilduin, abate di Saint-Denis, fece dono nell'836 al monastero di Corvey delle reliquie di San Vito che Guerino I trasferì al monastero.
Guerino morì il 20 settembre 856.